# Orchestre de la Résidence de La Haye

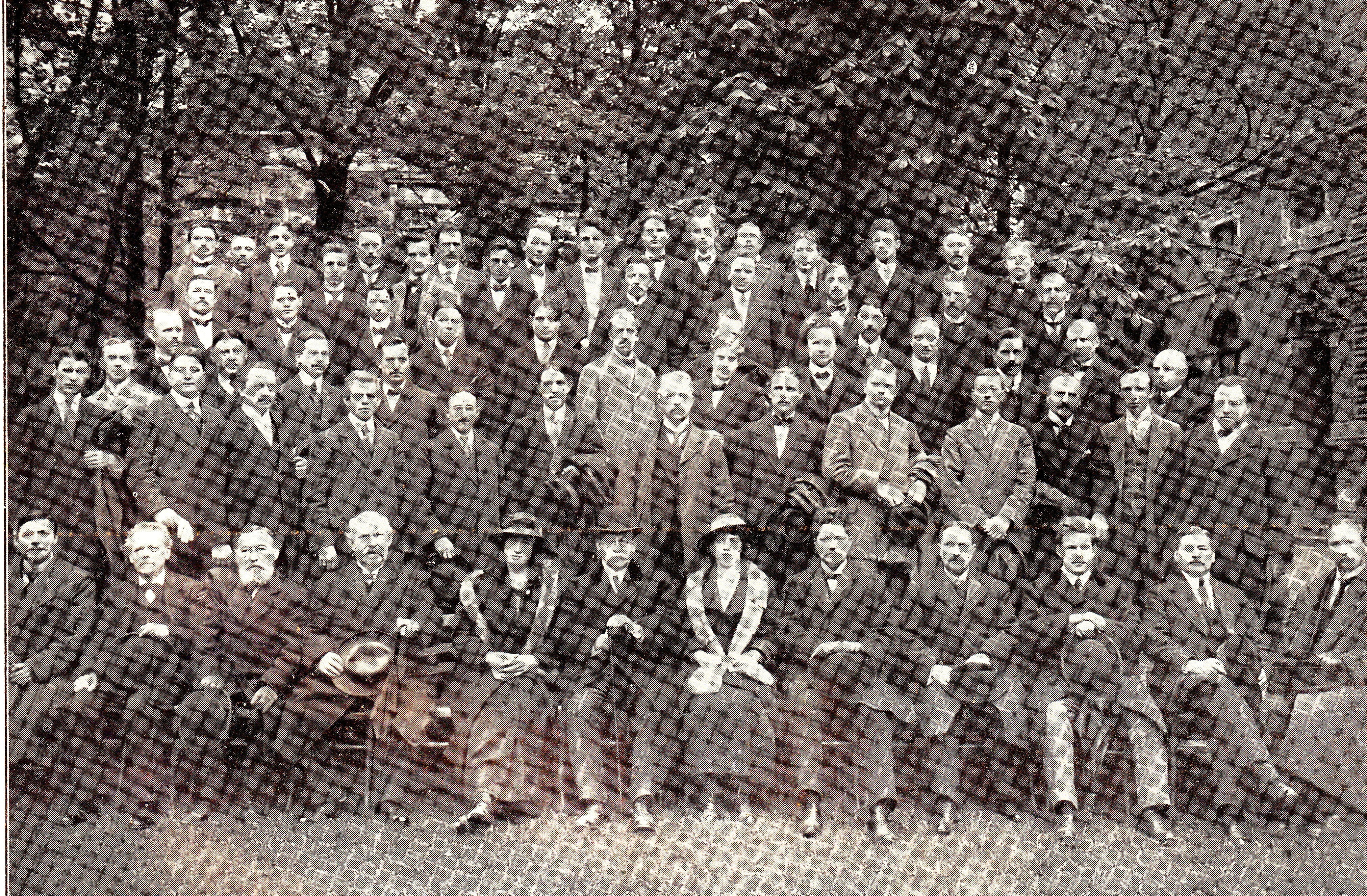
L'Orchestre de la Résidence de la Haye en 1914.

L’Orchestre de la Résidence de la Haye (néerlandais : Het Residentie Orkest) est un orchestre symphonique néerlandais créé en 1904 à La Haye.
« La Résidence » est le surnom de la ville de La Haye, où siègent la Couronne et les principales institutions politiques ; l’ensemble se fait également appeler, hors des Pays-Bas, l’orchestre philharmonique de La Haye ou The Hague Philharmonic. Il est installé depuis 1987 à la salle Anton-Philips, construite pour lui, après avoir été hébergé au palais des Arts et des Sciences de sa création jusqu’en 1964.
L'orchestre a acquis une réputation internationale dans les années 1950 et 1960, lorsqu'il a réalisé, sous la direction de son chef Willem van Otterloo, de nombreux enregistrements commercialisés par Philips à prix économique.

## Chefs permanents
- Henri Viotta (1904-1917)
- Willem van Otterloo (1949-1973)

Il est dirigé depuis 2014 par le Néerlandais Jan Willem de Vriend, avec l'Anglais Nicholas Collon depuis 2016. Anja Bihlmaier leur succédera à l'été 2021